# Ulrich Mueller
Ulrich Otto Mueller (* 25. April 1949 in Schwäbisch Hall) ist ein deutscher Mediziner, Soziologe und Politiker.

## Leben und Wirken
Mueller studierte Medizin und Soziologie in Tübingen, Berlin und Frankfurt am Main. Er promovierte 1976 bei Helmut Breuninger in Tübingen zum Dr. med. und 1979 bei Jürgen Habermas in Frankfurt am Main zum Dr. phil. Seine Approbation als Arzt erhielt er 1979 nach seiner Medizinalassistentenzeit am Hafenkrankenhaus St. Pauli und an den Universitätskliniken Hamburg-Eppendorf und München. Die Habilitation erlangte er 1986 in Soziologie am Fachbereich Gesellschaftswissenschaften der Freien Universität Berlin, seine Habilitation in Sozialwissenschaftlicher Informatik am Fachbereich Informatik der Universität Koblenz-Landau folgte 1993. Von 1987 bis 1993 war er wissenschaftlicher Leiter am Zentrum für Umfragen, Methoden und Analysen (ZUMA) in Mannheim. Seit 1994 ist er Direktor des Instituts für Medizinische Soziologie und Sozialmedizin der Philipps-Universität Marburg.
Sein Hauptforschungsgebiet ist die Demografie, insbesondere die Medizinische Demografie und die Biodemografie. Zudem ist er seit langem als Gutachter in nationalen und europäischen Fördereinrichtungen tätig.
Seit April 2016 ist Mueller für die FDP Mitglied im Kreistag Marburg-Biedenkopf.

## Veröffentlichungen (Auszug)
- Das Hören und Verstehen gestörter Sprache. Marhold, Berlin 1981.
- Die Entwicklung des Denkens: Entwicklungslogische Modelle in Psychologie und Soziologie (= Soziologische Texte. Neue Reihe, Nr. 124). Luchterhand, Darmstadt 1982
- (Hrsg.) Evolution und Spieltheorie (= Scientia nova). Oldenbourg, München 1990.
- Economic Evolution and Demographic Change. In: G. Haag, U. Mueller, K. G. Troitzsch (Hrsg.): Lecture Notes in Economics and Mathematical Systems. Springer, Heidelberg/Berlin/New York 1992.
- Bevölkerungsstatistik und Bevölkerungsdynamik – Ein Lehrbuch für Wirtschafts-, Sozial-, Biowissenschaftler und Mediziner. De Gruyter, Berlin/New York 1993.
- U. Schulz, W. Albers, U. Mueller (Hrsg.): Social Dilemmas and Cooperation. Springer, Heidelberg/Berlin/New York 1994.
- R. Hegselmann, U. Mueller, K. G. Troitzsch (Hrsg.): Modeling and Simulation in the Social Sciences from the Philosophy of Science Point of View. Kluver Academic Publishers, Dordrecht/Boston/London 1996.
- K. G. Troitzsch, U. Mueller, N. Gilbert, J. Doran (Hrsg.): Social Science Microsimulation. Springer, Heidelberg/Berlin/New York 1996.
- U. Mueller, B. Nauck, A. Diekmann (Hrsg.): Handbuch der Demographie. Springer, Heidelberg/Berlin/New York 2000.